# 東京コミュニケーションアート専門学校
東京コミュニケーションアート専門学校（とうきょう コミュニケーションアート せんもんがっこう）は、東京都江戸川区にある、デザイナーを育てる専修学校である。略称、TCA。運営主体は学校法人滋慶学園。
クリエイティブデザイン、カーデザインの関連学科を設置している。
産学協同教育を教育の柱に、「業界とともに即戦力を身につけていく学校」。日本国内1400社以上の企業と協力し、即戦力の人材を育成を目的とする。デザイン・マンガ・ゲーム・CG・イラスト・アニメ、カーデザインとクリエーティブ業界とコラボレーションした企業プロジェクトが有名。
カーデザインを学ぶ4年制の自動車デザイン科は長い歴史を有し、卒業生の多くがトヨタ、日産自動車、ホンダなどの大手自動車メーカーの研究開発デザイン部門への就職を実現している。自動車デザイン科の卒業生は文部科学省が制定した大学の学士に準じる称号である高度専門士を取得する。目指す職はカーデザイナー、カーモデラー、CGデザイナー、CGモデラー、二輪デザイナー及びモデラー、カラーデザイナーなど。

## 設置専攻

### TCAスーパークリエーター科（4年制）
- デザイン&テクノロジーマスター専攻
- メカデザイナー&CGマスター専攻
- ゲームグラフィック＆イラストレーションマスター専攻
- ゲームプログラマー・プランナー＆VRマスター専攻
- ゲーム・動画データサイエンティストマスター専攻
- VFX・CG・映像マスター専攻
- アニメーションマスター専攻
- ノベル&シナリオマスター専攻
- コミックイラストマスター専攻
- 家具デザイン&テクノロジーマスター専攻
- AIエンジニア専攻
- ITエンジニア専攻
- メタバースデザイナー専攻

### 自動車デザイン科（4年制）
- カーデザイン専攻
- カーモデル専攻
- 二輪デザイン＆モデル専攻

### クリエーティブデザイン科（3年制）
- グラフィックデザイン専攻
- コミックイラスト専攻
- マンガ専攻
- デジタルイラスト・マンガ専攻

### eエンタテインメント科（3年制）
- ゲームプログラマー専攻
- ゲームグラフィック＆キャラクター専攻
- 3DCGクリエーター専攻
- アニメーション専攻
- 動画＆映像クリエーター専攻

## 所在地
- 東京都江戸川区

## 主な卒業生
- 藤間麗（漫画家）
- 生守一行（ゲームクリエーター）
- 郷田努（ゲームクリエーター）
- とよた瑣織（漫画家）
- みずもとあきつぐ（漫画家）
- 淺沼広太（作家）
- 藤井理乃（漫画家）
- 田口ホシノ
- タチバナロク
- 光邦（DJ、ラジオパーソナリティ)
- パキオ（お笑い芸人）

## 海外提携校
- コヴェントリー大学（イギリス）
- ヨーロッパ・デザイン学院（イタリア）
- Strate College（フランス）